# Perrusson
Perrusson ist eine französische Gemeinde mit 1.417 Einwohnern (Stand: 1. Januar 2022) im Département Indre-et-Loire in der Region Centre-Val de Loire; Perrusson gehört zum Arrondissement Loches und zum Kanton Loches. Die Einwohner werden Perrussonais genannt.

## Geographie
Perrusson liegt etwa 40 Kilometer südöstlich von Tours an der Indre. Umgeben wird Perrusson von den Nachbargemeinden Loches im Norden und Westen, Beaulieu-lès-Loches im Norden, Ferrière-sur-Beaulieu im Nordosten, Sennevières im Osten und Nordosten, Saint-Jean-Saint-Germain im Osten und Südosten, Verneuil-sur-Indre im Südosten sowie Saint-Senoch im Süden und Westen.

## Bevölkerungsentwicklung
| 1962                       | 1968 | 1975 | 1982 | 1990 | 1999 | 2006 | 2018 |
| -------------------------- | ---- | ---- | ---- | ---- | ---- | ---- | ---- |
| 860                        | 849  | 1057 | 1233 | 1315 | 1418 | 1500 | 1474 |
| Quellen: Cassini und INSEE |      |      |      |      |      |      |      |

## Sehenswürdigkeiten
- Kirche Saint-Pierre aus dem 11. Jahrhundert

## Persönlichkeiten
- Jacques Villeret (1951–2005), Schauspieler, hier begraben